# Aimé Bonpland
Aimé Jacques Alexandre Bonpland (La Rochelle, 22 agosto 1773 – Restauración, 4 maggio 1858) è stato un botanico, naturalista ed esploratore francese.

## Biografia
Aimé Bonpland era figlio del medico Simon-Jacques Goujaud-Bonpland e di Marguerite-Olive Goujaud-Bonpland, nata de la Coste.
Dopo aver servito come chirurgo nell'esercito francese e aver studiato a Parigi con Jean-Nicolas Corvisart, partì assieme ad Alexander von Humboldt per un viaggio durato cinque anni attraverso Messico, Colombia e i territori attraversati dai fiumi Orinoco e Rio delle Amazzoni. Nel corso di queste esplorazioni collezionò e classificò circa 60.000 piante che erano fino a quel momento per lo più sconosciute in Europa. Descrisse poi le sue scoperte nel trattato Plantes equinoxiales (Parigi, 1808-1816). Un resoconto parzialmente romanzato di questi viaggi si trova nel romanzo del 2005 dello scrittore tedesco Daniel Kehlmann Die Vermessung der Welt (uscito in Italia con il titolo La misura del mondo, 2006). Inoltre, il viaggio e l'importantissimo sodalizio di Bonpland con von Humboldt è descritto minuziosamente nel libro di Andrea Wulf L'invenzione della natura. Le avventure di Alexander von Humboldt, l'eroe perduto della scienza (2017). 
Al suo ritorno a Parigi, ricevette una pensione e l'incarico di sovrintendente dei giardini del Castello di Malmaison, e pubblicò Monographie des Melastomes (1806) e Description des plantes rares cultivées à Malmaison et à Navarre (1813). Nel 1816 ripartì, portando con sé numerose piante europee, per Buenos Aires, dove venne nominato professore di storia naturale, posto cui però ben presto rinunciò per esplorare il Sud America. Mentre viaggiava verso la Bolivia, venne arrestato nel 1821 per ordine di José Gaspar Rodríguez de Francia, dittatore del Paraguay, e tenuto in carcere fino al 1831.
Tornato libero, si stabilì a São Borja, nel Rio Grande do Sul, Brasile, fino al 1853, quando si trasferì a Santa Ana, nel dipartimento di Misiones, Argentina, chiamata oggi Bonpland in suo onore, vicino a Restauración, dove morì. 
La calle Bonpland, nel quartiere Palermo di Buenos Aires, si trova accanto a strade intitolate a Charles Darwin, Robert FitzRoy e Alexander von Humboldt. Molti animali e piante sono stati chiamati col suo nome, tra questi il calamaro Grimalditeuthis bonplandi e l'orchidea Ornithocephalus bonplandi.
Gli sono stati inoltre dedicati il cratere Bonpland sulla Luna e il Pico Bonpland, una vetta nelle Ande venezuelane.